# NGC 6346
NGC 6346 est une galaxie elliptique relativement éloignée située dans la constellation du Dragon. Sa vitesse par rapport au fond diffus cosmologique est de 8 807 ± 4 km/s, ce qui correspond à une distance de Hubble de 129,9 ± 9,1 Mpc (∼424 millions d'al). NGC 6346 a été découverte par l'astronome américain Lewis Swift en 1887.
Selon la base de données Simbad, NGC 6346 est une galaxie LINER, c'est-à-dire une galaxie dont le noyau présente un spectre d'émission caractérisé par de larges raies d'atomes faiblement ionisés.
À ce jour, deux mesures non basées sur le décalage vers le rouge (redshift) donnent une distance de 130,500 ± 9,192 Mpc (∼426 millions d'al), ce qui est à l'intérieur des valeurs de la distance de Hubble.